# 安定门京城老物件陈列室
39°56′33″N 116°23′40″E / 39.9423908°N 116.3945362°E
安定门京城老物件陈列室，位于北京市东城区旧鼓楼大街铃铛胡同4号，是安定门街道开设的展示北京老物件的博物馆。

## 简介
2008年7月22日，安定门京城老物件陈列室开馆。该陈列室通过300多件老物件，介绍了老北京的“衣”、“食”、“住”、“行”。该陈列室长年免费开放。自开馆后，安定门京城老物件陈列室也作为安定门地区青少年传统文化教育基地，向安定门地区的青少年开放。
陈列室的展厅面积50多平方米，布置得很像老北京家中的客房，藏品全部由老北京民俗收藏爱好者宋振忠一家提供。从1981年到该陈列室开馆，宋振忠收藏了一万五千多件老北京的老物件，包括服饰、响器、壶套、钱币、食盒、熨斗、门框、条案、镜子、线板、瓜皮帽子、锅碗瓢盆等等。大部分展品分成两类陈列在玻璃柜中，所有的柜门都未上锁，观众可随意亲手触摸展品，像泥碗、三寸金莲绣花鞋、水汆儿等物件，都需要亲手触摸才能感受到其精巧别致。观众还可以穿上老北京的服饰拍照留念。
2009年时，该馆由宋振忠（人称“三爷”）负责搜集藏品，宋振忠的“髮小儿”王金铭负责该馆的管理。